# V.S.K.Valasai
V.S.K.Valasai (tamil. வி.எஸ்.கே.வலசை) – miasto w Indiach, w stanie Tamilnadu, stolica dystryktu Dindigul. W 2011 liczyło 865 mieszkańców.